# Jonas Varkalys
Jonas Varkalys (* 1950 in Kyvaičiai, Gemeinde Rietavas) ist ein litauischer Politiker.

## Leben
Nach der Grundschule Kyvaičiai lernte Jonas Varkalys von 1961 bis 1965 an der Schule Tverai. Nach dem Abitur 1968 an der Mittelschule Rietavas 1973 absolvierte er das Diplomstudium an der Lietuvos žemės ūkio akademija bei Kaunas als Ingenieur der Hydrotechnik und 2001 das Masterstudium an der Lietuvos žemės ūkio universitetas. Von 2000 bis 2015 war Mitglied im Rat Plungė. Seit 2016 ist er Mitglied im Seimas.
Varkalys war Mitglied der Liberalų ir centro sąjunga.